# Flamen Quirinalis

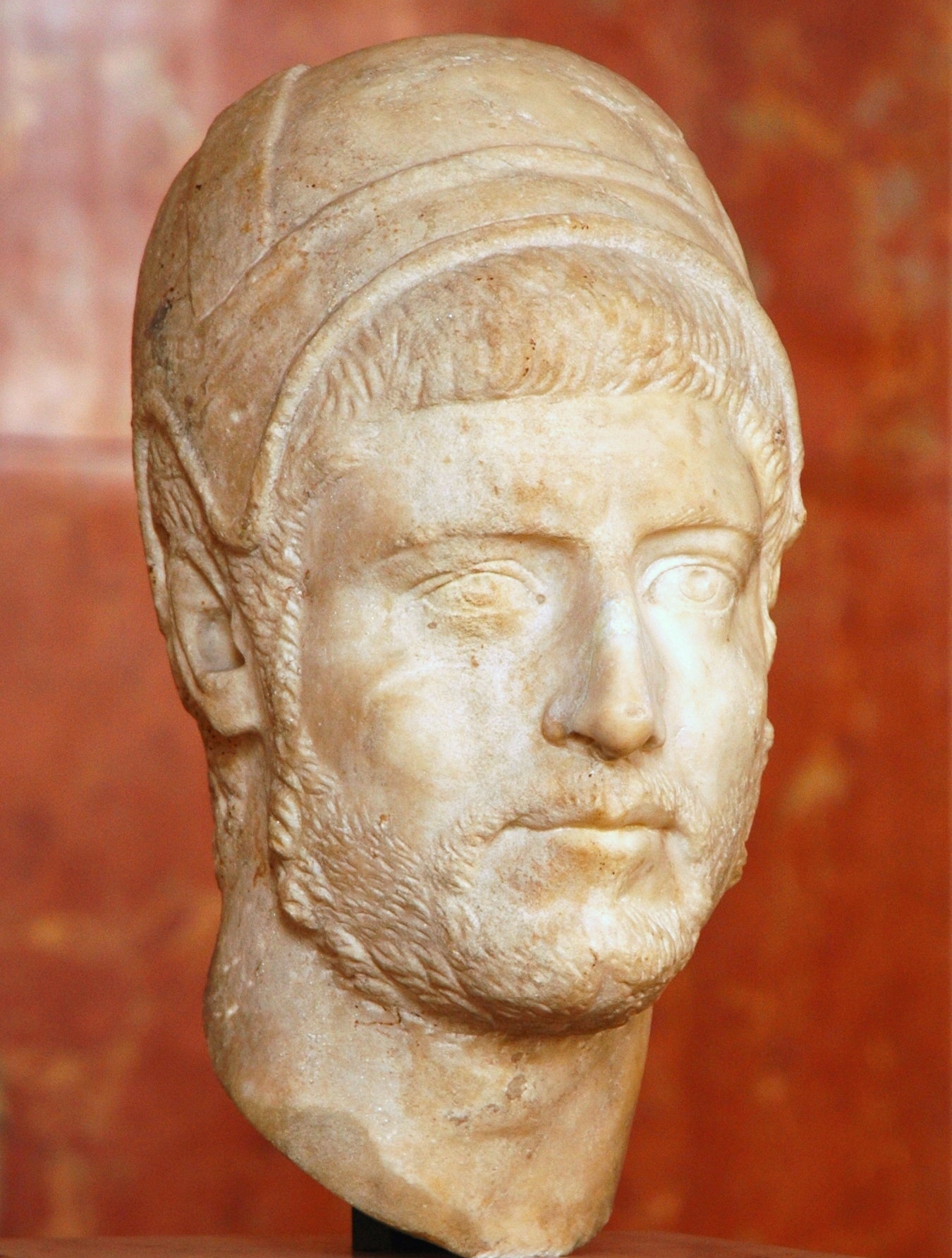
Flamen Quirinalis (Louvre)

De flamen Quirinalis was samen met de flamen Dialis en de flamen Martialis een van de flamines maiores in het oude Rome.
Deze drie ontmoeten elkaar jaarlijks wanneer ze met een koets (een privilege in Rome) naar de Tempel van Fides gebracht worden om een offerplechtigheid ter hare ere daar te houden. Dit is buiten de Regia, de enige plaats in Rome waar de oude trias Iuppiter-Mars-Quirinus elkaar ontmoeten. 
Hij offert een geit en een teef bij de Robigalia. Bij de Consualia offert hij samen met de Vestaalse maagden op het ondergrondse altaar van Consus. Hij moet natuurlijk ook offeren bij de Quirinalia (17 februari), die de slotdag vormt van de Fornacalia (feest van de fornaces (ovens waarin het graan wordt gedroogd om langer te bewaren)).